# Noirpalu
Noirpalu est une ancienne commune française du département de la Manche et de la région Normandie, associée au Tanu depuis le 1er janvier 1973.
En janvier 2022, la commune associée est supprimée au profit du régime de fusion simple,.

## Géographie
Noirpalu est une commune située au sud du territoire du Tanu.

## Toponymie
Le nom de la localité est attesté sous les formes apud Nigrum paludem en 1186, de Nigra Palude en 1213.
Le toponyme est issu de Nigra Palude, formé de l'adjectif noir et du latin palude, de l'ancien français palu « marais », signifiant « le sombre marais ».

## Histoire
La commune fusionne avec Le Tanu en 1973, en gardant le statut de commune associée.

## Administration

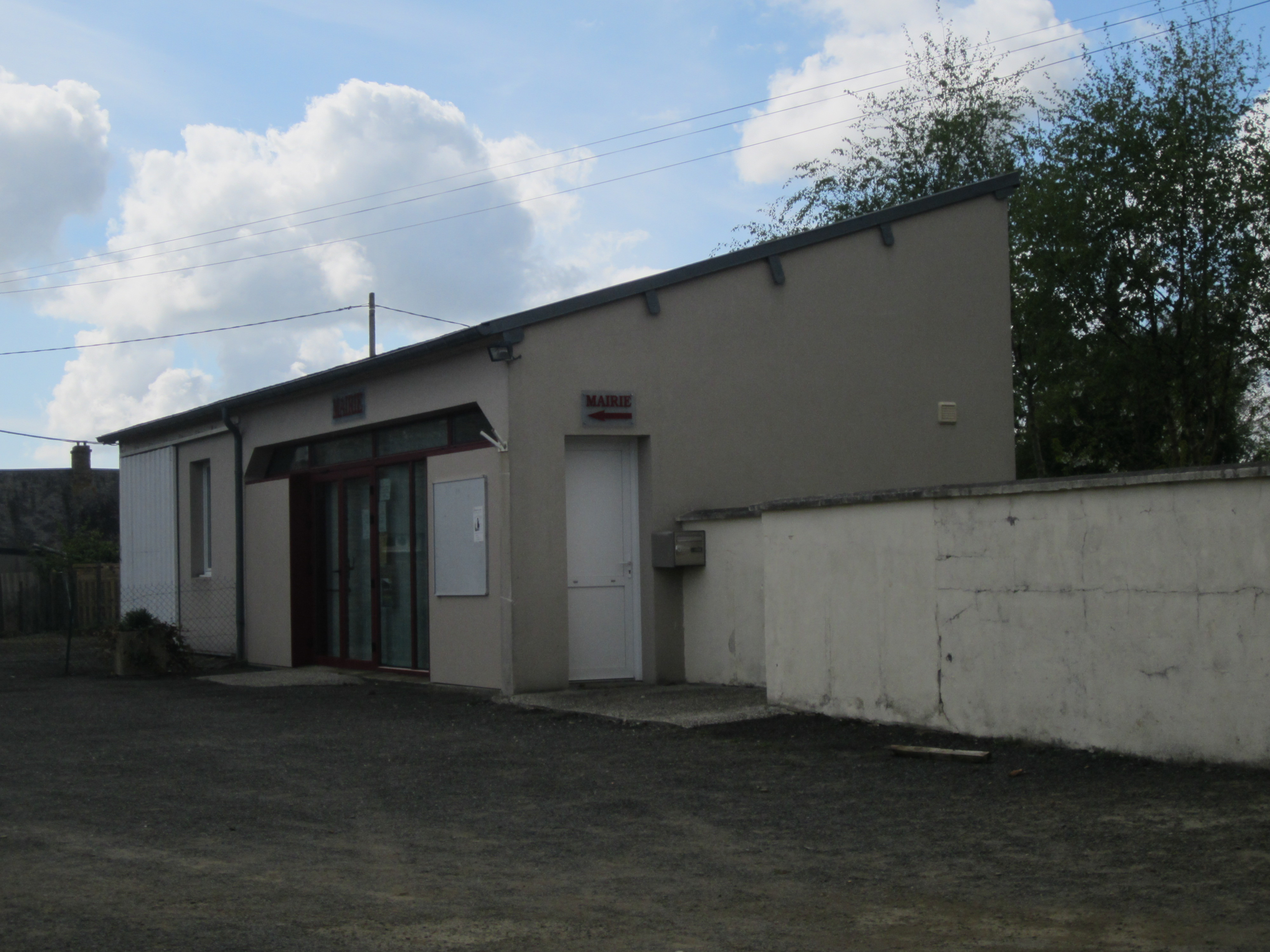
Ancienne mairie annexe.

| Période                                                                                   | Période | Identité                   | Étiquette | Qualité                          |
| ----------------------------------------------------------------------------------------- | ------- | -------------------------- | --------- | -------------------------------- |
| …1792                                                                                     | 1793…   | Laurent Philippe Guérin    |           |                                  |
|                                                                                           |         |                            |           |                                  |
| …1797                                                                                     | 1810…   | Laurent Philippe Guérin    |           |                                  |
| 1810                                                                                      | 1846    | Jean François Marqué       |           |                                  |
| 1847                                                                                      | 1852    | Jacques Dugué              |           |                                  |
| 1852                                                                                      | 1864    | Jean François Marqué       |           |                                  |
| 1865                                                                                      | 1871    | Jacques Dugué              |           |                                  |
| 1871                                                                                      | 1876    | François Charles Langelier |           |                                  |
| 1876                                                                                      | 1905    | Prosper Mahey              |           |                                  |
| 1905                                                                                      | 1950    | Émile Herbert              |           | Chevalier de la Légion d'honneur |
| 1950                                                                                      | 1958    | Émile Bazire               |           |                                  |
| 1958                                                                                      | 1972    | Émile Dupard               |           |                                  |
| Une partie des données est issue de l'ouvrage "601 communes et lieux de vie de la Manche" |         |                            |           |                                  |

| Période | Période | Identité          | Étiquette | Qualité                                   |
| ------- | ------- | ----------------- | --------- | ----------------------------------------- |
| 1973    | 1987    | Émile Dupard      |           | Ancien maire de Noirpalu maire de Le Tanu |
| 1987    | 1988    | Marcel Renault    |           | Maire de Le Tanu                          |
| 1988    | 2001    | Raymond Martin    |           | Maire de Le Tanu                          |
| 2001    | 2008    | Dominique Besnier |           |                                           |
| 2008    | 2013    | Paulette Ménard   |           |                                           |
| 2013    | 2020    | Léon Grente       |           | Maire de Le Tanu (2013-2014)              |
| 2020    | 2021    | Thierry Brionne   |           | adjoint référent.                         |

## Démographie
| 1793 | 1800 | 1806 | 1821 | 1831 | 1836 | 1841 |
| ---- | ---- | ---- | ---- | ---- | ---- | ---- |
| 147  | 136  | 191  | 209  | 232  | 236  | 230  |

| 1846 | 1851 | 1856 | 1861 | 1866 | 1872 | 1876 |
| ---- | ---- | ---- | ---- | ---- | ---- | ---- |
| 231  | 189  | 188  | 187  | 186  | 177  | 173  |

| 1881 | 1886 | 1891 | 1896 | 1901 | 1906 | 1911 |
| ---- | ---- | ---- | ---- | ---- | ---- | ---- |
| 170  | 152  | 144  | 144  | 163  | 138  | 130  |

| 1921 | 1926 | 1931 | 1936 | 1946 | 1954 | 1962 |
| ---- | ---- | ---- | ---- | ---- | ---- | ---- |
| 104  | 108  | 103  | 109  | 128  | 121  | 107  |

| 1968 | 1975 | 1982 | 1990 | 1999 | 2008 | 2013 |
| ---- | ---- | ---- | ---- | ---- | ---- | ---- |
| 94   | …    | …    | …    | …    | 82   | 92   |

| 2018 | 2020 | - | - | - | - | - |
| ---- | ---- | - | - | - | - | - |
| 105  | 106  | - | - | - | - | - |

## Lieux et monuments
- Église Saint-Jean-Baptiste de Noirpalu (XVIIIe siècle). En 1996, le maître-autel et le retable brûlent. Ils seront refaits à l'identique par l'atelier Grente de Noirpalu. À l'intérieur, statues de saint Jean Baptiste (XVIIe), saint Jean l'Évangéliste (XVIIe) et deux chandeliers (XVIIe) classés en 1970 aux titre objet aux monuments historiques[16], et fonts baptismaux (XVIIe).
- Croix de mission (1892), croix de cimetière (XVIIe siècle).

Pour mémoire
- L'if funéraire multi-séculaire, cité au XIXe siècle par Édouard Le Héricher, n'a pas survécu à la tempête de 1999.